# Annibale Annibaldi

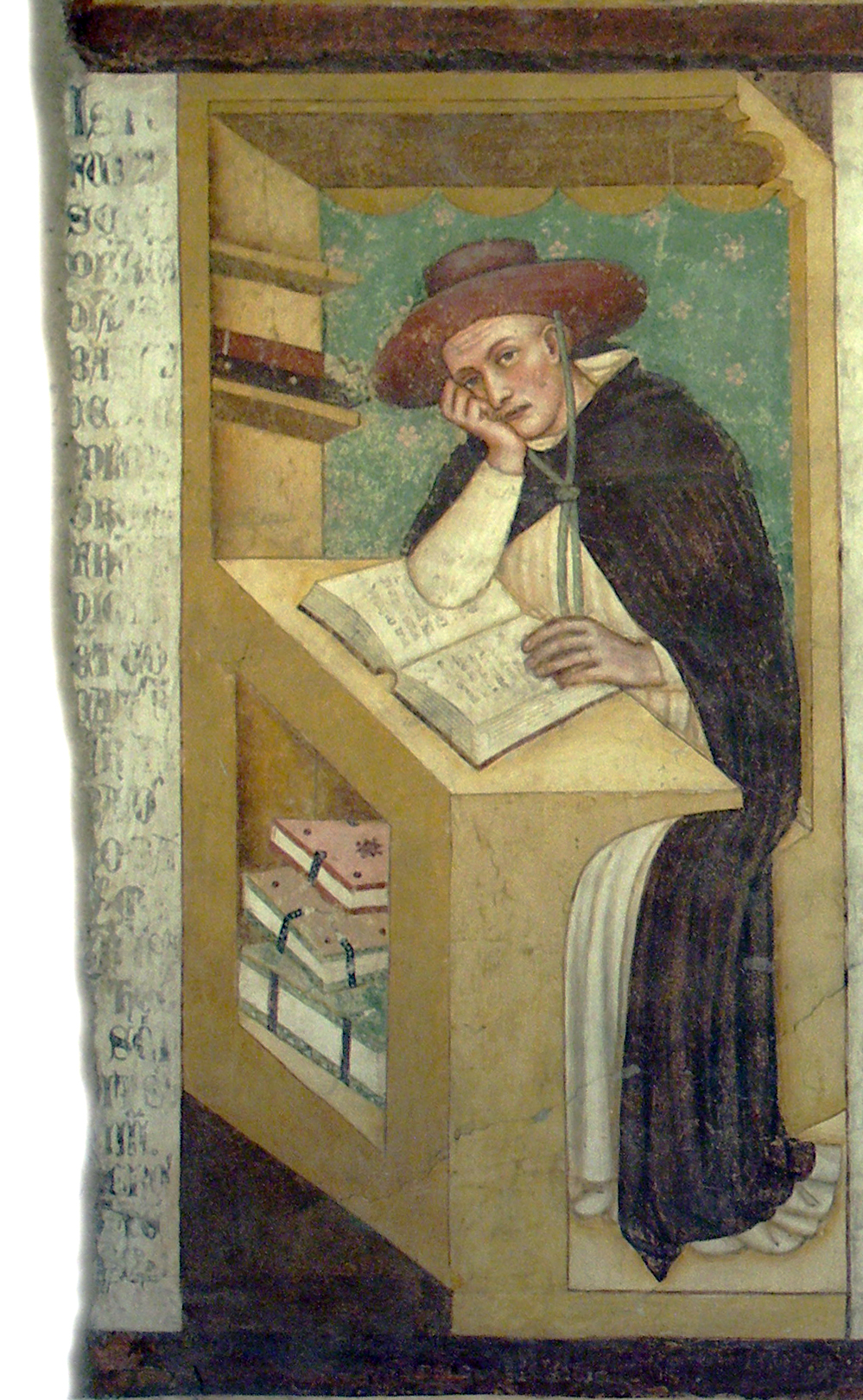
Retrato de Annibale Annibaldi.

Annibale Annibaldi, também conhecido como Annibaldo degli Annibaldi, (falecido em 1º de setembro de 1271) foi um teólogo católico italiano.

## Biografia inicial
Annibile nasceu na família baronial romana conhecida como Annibaldi, no início do século XIII.

## Formação
Annibaldi ingressou na Ordem Dominicana ainda muito jovem. Ele foi ex-aluno do Santa Sabina studium conventuale, o primeiro studium da Ordem Dominicana em Roma, e o progenitor da Pontifícia Universidade de Santo Tomás de Aquino, Angelicum. Mais tarde, ele foi enviado para o Studium Generale em Paris c. 1255 para se tornar um mestre.

## Carreira
Em Paris, Annibaldi formou uma amizade íntima com São Tomás de Aquino e o sucedeu como regente de estudos no Convento de São Jacques. Depois de lecionar em Paris por alguns anos, foi chamado a Roma em 1246 por Inocêncio IV para ocupar o cargo de Mestre do Palácio Sagrado. Ele serviu nesta capacidade sob os papas Alexandre IV e Urbano IV, o último dos quais o criou cardeal em 1262. Quando Clemente IV, em 1265, entregou o Reino das Duas Sicílias a Carlos I de Anjou, Annibale foi colocado à frente da comissão com poderes para tratar com o monarca e registrar sua concordância com as estipulações papais. O rei recebeu a insígnia de investidura em Roma das mãos do cardeal. Em 6 de janeiro de 1266, Annibale ungiu e coroou solenemente Carlos I na Igreja de Latrão em Roma, sendo o Papa detido em Perugia. Durante a vaga que se seguiu à morte de Clemente IV, Annibale recebeu e tratou com Filipe III da França e Carlos I em Viterbo (1270). Durante uma missão papal em Orvieto, o cardeal morreu e, a seu pedido, foi sepultado na Igreja de San Domenico.

Ele foi tido em alta estima durante a vida por seu aprendizado e virtudes. Aquino dedicou sua Catena Aurea a ele. Annibale, além de vários pequenos tratados teológicos agora perdidos, escreveu um comentário sobre as "Sentenças" e "Quod libeta", que foi atribuído a São Tomás, e publicado com suas obras ainda recentemente na edição de Paris de 1889, por Frette. Um manuscrito no mosteiro Carmelita em Paris chama Annibale de carmelita que mais tarde se tornou um abade cisterciense. Mas Jacques Echard mostra que nenhum homem com esse nome pertencia a nenhuma das ordens no século XII ou XIII.